# Team Northumbria
Team Northumbria är Northumbria Universitys idrottslag. Det har sex fokussporter: basket, fotboll, golf, rugby league, rugby union och volleyboll
I volleyboll har damlaget vunnit Super League fem gånger och National cup fem gånger medan herrlaget vunnit Super League två gånger och National cup 
tre gånger